# SUMO3
SUMO3‏ (Small ubiquitin-like modifier 3) هوَ بروتين يُشَفر بواسطة جين SUMO3 في الإنسان.